# Kokoške
Kokoške (Galliformes) su vrlo rasprostranjen red iz razreda ptica. Imaju snažne noge koje su dobro prilagođene čeprkanju. Osim toga, jako dobro trče. Ako lete, to čine samo na kratke razdaljine. Većina vrsta se gnijezdi na tlu. Na svakom području i na svim kontinentima nalaze svoj prostor, no najveći broj vrsta živi u Aziji.
Kokoške se najradije zadržavaju u šumi, no to nije njihovo jedino stanište. 
Unutar ovog reda ptica razlikuju se pet porodica:
- kokošine (Megapodiidae)
- Cracidae
- biserke (Numididae)
- prepelice (Odontophoridae)
- fazanke (Phasianidae)
- purane (Meleagrididae)

## Opis
Ove ptice variraju u veličini od 12,5 do 120 cm i težine od 28 gr do 14 kg.
Vrsta kokoške s najvećim rasponom krila je vjerojatno zeleni paun (Pavo muticus). Većina kokoški su ptice debeljuškastog tijela, debelih vratova i srednje dugih nogu, i imaju kratka i zaobljena krila. Iako su mnoge kokoške loši letači, u ovom redu ne postoji nijedna vrsta koja ne može letjeti. Odrasli mužjaci mnogih kokoški imaju jednu ili nekoliko oštrih mamuza na svakoj nozi koje koriste u borbi. Spolni dimorfizam je vrlo izražen kod većine vrsta. 
Mnoge kokoške su manje-više stanarice, ali neke manje vrste iz umjerenih područja (poput prepelica) se sele na veće razdaljine. Selidbe u doline su česte među planinskim vrstama i vrstama iz subtropskih i subarktičkih regija. Neke vrste su prilagođene životu u travnatim staništima, i ovi rodovi su prepoznatljivi po dugim, tankim vratovima i velikim, širokim krilima. Neke nesrodne vrste izgledaju vrlo slično, što je rezultat konvergentne evolucije. Većina vrsta koje pokazuju malen seksualni dimorfizam se mnogo kreću po svom staništu u potrazi za hranom.
Većina kokoški su biljojedi ili svejedi, i te vrste su zdepaste građe i imaju kratke i debele kljunove. Mladunci se također hrane insektima. Neke suptropske kokoške imaju potpuno drugačiju ishranu, i hrane se na sličan način kao i djetlići: iz trulog drveta vade ličinke, termite, pa i mlade štakore. Paunovi i neki fazani imaju tanke kljunove, loše prilagođene kopanju. Ove ptice love beskralježnjake među lišćem, u pijesku i u plitkim barama ili na obalama potoka. Ovi rodovi su također slični po tome što imaju vrlo duge noge i prste. Plavi paun (Pavo cristatus) je u Indiji poznat po tome što ubija zmije - čaki i otrovne kobre - snažnim nogama i oštrim kljunom. Zeleni paun često lovi ljuskare i slične malene životinje u plitkim potocima.
Kokoške su često poligamne i često nesu i više od 10 jaja. Takve vrste imaju izražen spolni dimorfizam. Mladunci vrlo brzo odrastaju.